# Tommaso Vincidor

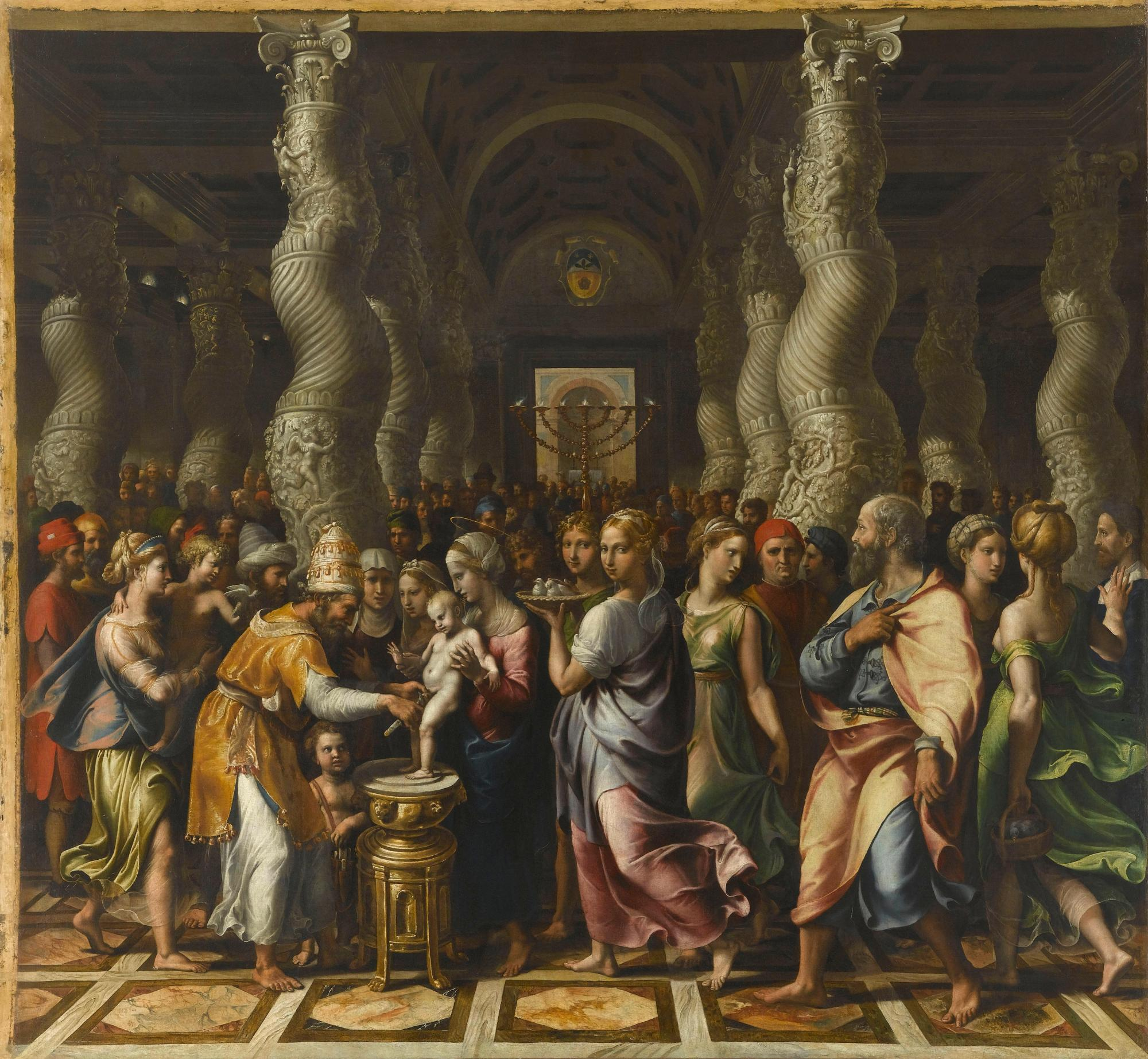
La circuncisión, óleo sobre tabla trasferido a lienzo, de Tommaso Vincidor. 122 x 111 cm, Museo del Louvre, París

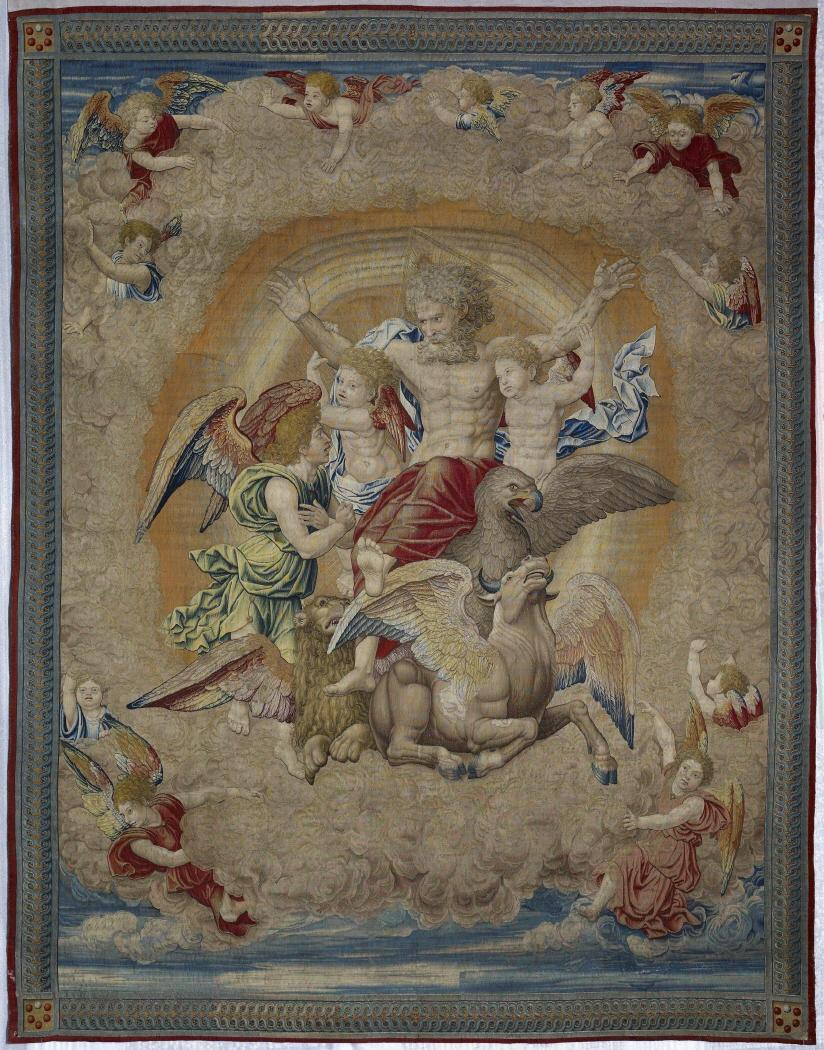
La visión de Ezequiel, tapiz de Pieter van Aelst basado en un cartón de Vincidor sobre un diseño de Rafael, Museo Nacional de Artes Decorativas, Madrid

Tommaso di Andrea da Bologna, más conocido como Tommaso Vincidor o Tommaso Vincidor da Bologna (Bolonia, 1493-Breda, 1536) fue un pintor y arquitecto italiano.

## Biografía
Fue discípulo de Rafael, en cuyo taller trabajó durante un tiempo. Fue uno de los miembros del equipo que decoró las bóvedas de las Logias vaticanas bajo la supervisión de Rafael (1519).
En 1520, tras la muerte de Rafael, fue enviado a Bruselas para trabajar en la confección de los tapices sixtinos. Una vez en Amberes entabló amistad con Alberto Durero en 1521, a quien le pintó un retrato, mientras el maestro alemán relataba estas visitas en su diario llamándolo Thomas Polonais. Durero le regaló el dibujo de Rafael con el Estudio de dos desnudos derivados de la Batalla de Ostia, expuesto en la sala del Fuego de Borgo en el Vaticano.
Elaboró el cartón para el tapiz de La visión de Ezequiel (Museo Nacional de Artes Decorativas, Madrid), según un diseño de Rafael, realizado en Bruselas por Pieter van Aelst el Viejo para el dosel de una cama ceremonial del Palacio Apostólico del Vaticano.
Como arquitecto fue autor del castillo de Breda para Enrique III de Nassau-Breda, en estilo renacentista, con lo que ayudó a la difusión de este movimiento en los Países Bajos.